# Épisodes de Ferbac
Cet article présente le guide des épisodes de la série télévisée Ferbac.

## Épisode 1:Mariage mortel
- France : 13 février 1991 sur Antenne 2

- Jean-Claude Drouot
- Sylvie Joly
- Rufus
- Olivia Brunaux
- Inès de Broissia

## Épisode 2:Bains de jouvence
- France : 26 avril 1992 sur Antenne 2

- Brigitte Fossey
- Sylvie Fennec
- Claude Giraud
- Jean Rougerie
- Isabelle Carré

## Épisode 3:Le Crime de Ferbac
- France : 14 mai 1993 sur France 2

- Michel Duchaussoy
- Alexandra London
- Muriel Brener
- Francine Bergé
- Jacques Boudet

## Épisode 4:Ferbac et le Mal des ardents
- France : 15 octobre 1993 sur France 2

- Aurore Clément
- Muriel Jacobs
- Olivier Thomas
- Gil Lagay

## Épisode 5:Le Carnaval des ténèbres
- France : 14 janvier 1994 sur France 2

- Brigitte Bémol
- Hubert Deschamps
- Bernard Alane
- Patricia Malvoisin
- Françoise Brion

## Épisode 6:Ferbac et le Festin de miséricorde
- France : 16 décembre 1994 sur France 2

- Catherine Hiegel
- Marianne Denicourt
- Jean-Paul Roussillon
- Gérard Séty
- Gérald Thomassin
- Julie Gayet